# Aus der geheimen Werkstatt der Natur!

Titelblatt zu J. Stindes Buch Aus der geheimen Werkstatt der Natur!

Umschlagtitel zu Band 3 von Stindes Aus der geheimen Werkstatt der Natur!

Aus der geheimen Werkstatt der Natur! ist ein Fachbuch mit naturwissenschaftlichen Aufsätzen von Julius Stinde, das zuerst 1880 in Leipzig erschienen ist.

## Inhalt
Der Untertitel lautet: Streifzüge durch Feld und Flur, Haushalt, Wissenschaft und Leben.
Das Buch besteht aus drei Teilen, die auch als Einzelhefte im zeitgenössischen Buchhandel angeboten wurden, und enthält populärwissenschaftliche Abhandlungen zu vielen naturkundlichen, physikalischen, chemischen und anderen naturwissenschaftlichen Themen. Dem Autor geht es dabei darum, die kleinen und unscheinbaren Naturdinge einem mit der Naturwissenschaft unvertrauten Publikum nahezubringen. Das zeigen schon die Überschriften einiger Kapitel wie Blumenbriefe und Blumenpost, Wegelagerer aus der Insektenwelt, Intimes vom Regenwurm usw. Aber auch Themen, die Stinde lebenslang in aufklärerischer Absicht verfolgt hat, sind hier schon vertreten: Wissenschaft und Schwindel, Hypnotismus und Magie.
Die meisten Beiträge sind zuerst in Zeitungen und Zeitschriften erschienen. Stinde nennt im Vorwort einige Zeitschriften: Daheim, Frauen-Zeitung, Die Gartenlaube, Deutsches Montagsblatt, Berliner Tageblatt.

## Geschichte des Buches
Fünf Verlage waren an der Veröffentlichung des Buches beteiligt: L. Heege (Schneidnitz), Hönsch & Tiesler (Dresden), Feodor Reinboth (Leipzig), Schloemp (Leipzig) und Gebrüder Senf (Leipzig). Das kann bedeuten, dass es sich um ein begehrtes Buchprojekt gehandelt hat, das für viele Verlage interessant gewesen ist, es kann aber auch bedeuten, dass der Autor Mühe hatte, den richtigen Verlag zu finden. Über das Zustandekommen der ersten Ausgabe von 1880 gibt es fünf Briefe Stindes an den Verleger Schloemp, die in der Schleswig-Holsteinischen Landesbibliothek Kiel aufbewahrt werden und auch im Druck veröffentlicht worden sind. Hier bezeichnet Stinde die Texte als „Plaudereien“ und erklärt, dass er sich besondere Mühe bei der Auswahl der Texte und bei der Festlegung ihrer Reihenfolge gegeben habe.
Über die weiteren Verlagswechsel des Buches geben Briefe der Verlage Feodor Reinboth und Hönsch & Tiesler Auskunft, die im Nachlass Stinde bei der Handschriftenabteilung Staatsbibliothek zu Berlin (Haus Potsdamer Straße) aufbewahrt werden. Der Verlag Hönsch & Tiesler schreibt am 1. Februar 1889 an Stinde: " . . und soll Bd I. bereits in diesem Monat, Bd II. in einigen Wochen, Bd. III im Sommer zur Ausgabe gelangen". Ein Exemplar dieser zweiten Auflage ist bei der Staatsbibliothek zu Berlin vorhanden, der Verlagsname Hönsch & Tiesler ist hier durch eine Klebemarke des Verlages L. Heege (Schneidnitz) verdeckt. Das Buch ist nach seinem Erscheinen also von einem weiteren Verlag übernommen worden.
Über den Verkaufserfolg ist nichts zu ermitteln. Der Autor ist wohl mit einer einmaligen Zahlung abgefunden worden, die er als „etwas mager“ bezeichnet.
Stindes Kollegen und Zeitgenossen haben seine naturwissenschaftlichen Artikel und Plaudereien hoch geschätzt, Johannes Trojan schreibt, sie gehörten, „was Geschick und Klarheit der Darstellung anbetrifft, zu dem Besten der Art, das wir haben“. 1892 erschien eine schwedische Übersetzung unter dem Titel Fran naturens dolda verkstad, in der zwei nicht in der deutschen Ausgabe enthaltene Aufsätze abgedruckt sind.